# فيليبس هولمز
فيليبس رايموند هولمز (22 يوليو 1907 - 12 أغسطس 1942) ممثل أمريكي وطيار في سلاح الجو الملكي الكندي، ولد في غراند رابيدز، ميشيغان، لأبوين هما الممثل تايلور هولمز وإيدنا فيليبس. ظهر لأول مرة في مسرح متروبوليتان، ظهر في 44 فيلمًا بين عامي 1928 و1938. ومن بين أعماله "غاضب"، "مأساة أمريكية"، "التهويدة المكسورة"،
حصل بعد وفاته على نجمة في ممشى المشاهير في هوليوود عام 1960 تقديرًا لإسهاماته في صناعة السينما.

## نشأته والتعليم والمسيرة المهنية
ولد في جراند رابيدز، ميشيغان، وهو ابن إيدنا فيليبس ونجم المسرح تايلور هولمز، استمتع هولمز بطفولة مميزة وتلقى تعليمه في كلية ترينيتي، كامبريدج، وجامعة غرونوبل وسنة في جامعة برينستون حيث تم رصده في حشد الطلاب الجامعيين أثناء تصوير فيلم فارسيتي للمخرج فرانك تاتل في عام 1928 وعُرض عليه اختبار الشاشة. في أوائل الثلاثينيات، أصبح رجلًا رائدًا مشهورًا، حيث لعب الأدوار الرئيسية في عدد قليل من الإنتاجات المهمة، ولا سيما في فيلم مأساة أمريكية لجوزيف فون ستيرنبرغ (1931) وفيلم تهويدة مكسورة لإرنست لوبيتش (1932).
في باراماونت، قام ببطولة الميلودراما والكوميديا. انتهى عقده مع شركة باراماونت عام 1933، وانتقل إلى مترو غولدوين ماير لمدة عام واحد. مع تقدم العقد، تراجعت مسيرة هولمز المهنية، وظهر في عدد قليل من الأفلام، منها في ذلك فيلم نانا (1934) للمخرج سام جولدوين والذي لم يحظ بقبول جيد. وكان آخر فيلم أمريكي له هو فيلم الجنرال سبانكي (1936). وفي عام 1938، وكان فيلم مدير المنزل هو آخر أفلامه.

## تصوير الفيلم
- مال غير مستقر (1918) في دور كادي (أول ظهور سينمائي له، بدون اعتماد)
- قيمتها السوقية  (1925) في دور فتى الحفلة (غير معتمد)
- فارسيتي (1928) في دور ميدلبروك
- حياته الخاصة (1928) في دور بييرو (بدون اعتماد)
- الحفلة الجامحة (1929) في دور فيل
- لغز جريمة القتل في الاستوديو (1929) في دور ممثل شاب (غير معتمد)
- سلالم الرمال (1929) في دور آدم وانسفيل
- الوهم (1929) في دور صديق إريك في الجمهور (بدون اعتماد)
- عودة شيرلوك هولمز (1929) في دور روجر لونغمور
- الكعب المدبب (1929) في دور دونالد أوجدن
- الشجاع فقط (1930) في دور الكابتن روبرت دارينجتون
- باراماونت أون باريد (1930) في دور هانتر - حلقة ”فتاة الأحلام
- عطلة الشيطان (1930) في دور ديفيد ستون
- غاضب (1930) في دور إرنست هيرون
- رجلها (1930) في دور دان كيف
- الراقصون (1930) في دور توني
- رجل لرجل (1930) في دور مايكل بولتون
- قانون العقوبات (1931) في دور روبرت جراهام
- الجنة المسروقة (1931) في دور جو بارتليت
- اعترافات طالبة جامعية (1931) في دور دان كارتر
- مأساة أمريكية (1931) في دور كلايد جريفيث
- نوعان من النساء (1932) في دور جوزيف جريشام جونيور.
- فيلم تهويدة مكسورة (1932) في دور بول رينارد
- محكمة ليلية (1932) في دور مايك توماس
- اجعلني نجما (1932) في دور فيليبس هولمز (غير معتمد)
- 70,000 شاهد (1932) في دور باك بوكان
- سر مدام بلانش (1933) في دور ليونارد سانت جون
- الرجال يجب أن يقاتلوا (1933) في دور بوب سيوارد
- التطلع إلى الأمام (1933) في دور مايكل سيرفس
- عاصفة عند الفجر (1933) في دور تساهولي
- الدماغ الكبير (1933) في دور تيري فان سلون
- عشاء في الثامنة (1933) في دور إرنست ديجراف
- جمال للبيع (1933) في دور بيرت بارتون
- بنتهاوس (1933) في دور توم سيدال
- فيلم الأم (1933) (1933) في دور اللورد آيلزورث
- نانا (1934) في دور الملازم جورج مافات
- فيلم القافلة (1934) في دور الملازم فون توكاي
- فضيحة خاصة (1934) في دور كليف باري
- فدية المليون دولار (1934) في دور ستانتون كاسيرلي
- لا فدية (1934) في دور توم ويلسون
- فيلم توقعات عظيمة (1934) في دور بيب
- عشرة دقائق عذر (1935) في دور كولين ديروينت
- الشرارة الإلهية (1935) في دور فينتشنزو بيليني
- صندوق الثرثرة (1936) في دور فيليب 'فيل' جرين جونيور
- فيلم بيت الألف شمعة (1936) في دور توني كارلتون
- الجنرال سبانكي (1936) في دور مارشال فالينت
- الجنس المهيمن (1937) في دور ديك شيل
- مدير منزل (1938) - فيليب دي بورفيل

## الخدمة العسكرية والوفاة
في بداية الحرب العالمية الثانية، انضم إلى القوات الجوية الملكية الكندية. وقُتل في حادث تصادم جوي في شمال غرب أونتاريو، كندا.

## روابط خارجية
- فيليبس هولمز على موقع فايند أغريف
- فيليبس هولمز في قاعدة بيانات الأفلام على الإنترنت